# Val-de-Meuse
Val-de-Meuse és un municipi francès situat al departament de l'Alt Marne i a la regió del Gran Est. L'any 2007 tenia 2.173 habitants.

## Demografia

### Població
El 2007 la població de fet de Val-de-Meuse era de 2.173 persones. Hi havia 920 famílies de les quals 296 eren unipersonals (128 homes vivint sols i 168 dones vivint soles), 304 parelles sense fills, 272 parelles amb fills i 48 famílies monoparentals amb fills.
La població ha evolucionat segons el següent gràfic:
Habitants censats

### Habitatges
El 2007 hi havia 1.139 habitatges, 940 eren l'habitatge principal de la família, 62 eren segones residències i 137 estaven desocupats. 937 eren cases i 197 eren apartaments. Dels 940 habitatges principals, 669 estaven ocupats pels seus propietaris, 247 estaven llogats i ocupats pels llogaters i 24 estaven cedits a títol gratuït; 14 tenien una cambra, 49 en tenien dues, 135 en tenien tres, 250 en tenien quatre i 492 en tenien cinc o més. 701 habitatges disposaven pel capbaix d'una plaça de pàrquing. A 480 habitatges hi havia un automòbil i a 367 n'hi havia dos o més.

### Piràmide de població
La piràmide de població per edats i sexe el 2009 era:
| Homes | Edats   | Dones |
| ----- | ------- | ----- |
| 0     | 95 o +  | 0     |
| 0     | 90 a 94 | 28    |
| 28    | 85 a 89 | 52    |
| 28    | 80 a 84 | 16    |
| 28    | 75 a 79 | 76    |
| 56    | 70 a 74 | 40    |
| 56    | 65 a 69 | 48    |
| 48    | 60 a 64 | 48    |
| 28    | 55 a 59 | 52    |
| 84    | 50 a 54 | 64    |
| 40    | 45 a 49 | 52    |
| 128   | 40 a 44 | 84    |
| 112   | 35 a 39 | 88    |
| 84    | 30 a 34 | 80    |
| 60    | 25 a 29 | 72    |
| 40    | 20 a 24 | 44    |
| 60    | 15 a 19 | 32    |
| 68    | 10 a 14 | 76    |
| 96    | 5 a 9   | 80    |
| 48    | 0 a 4   | 68    |

## Economia
El 2007 la població en edat de treballar era de 1.390 persones, 1.048 eren actives i 342 eren inactives. De les 1.048 persones actives 959 estaven ocupades (534 homes i 425 dones) i 89 estaven aturades (33 homes i 56 dones). De les 342 persones inactives 135 estaven jubilades, 102 estaven estudiant i 105 estaven classificades com a «altres inactius».

### Ingressos
El 2009 a Val-de-Meuse hi havia 938 unitats fiscals que integraven 2.139 persones, la mediana anual d'ingressos fiscals per persona era de 16.377,5 €.

### Activitats econòmiques
Dels 127 establiments que hi havia el 2007, 2 eren d'empreses extractives, 4 d'empreses alimentàries, 8 d'empreses de fabricació d'altres productes industrials, 22 d'empreses de construcció, 35 d'empreses de comerç i reparació d'automòbils, 9 d'empreses de transport, 5 d'empreses d'hostatgeria i restauració, 1 d'una empresa d'informació i comunicació, 7 d'empreses financeres, 4 d'empreses immobiliàries, 10 d'empreses de serveis, 12 d'entitats de l'administració pública i 8 d'empreses classificades com a «altres activitats de serveis».
Dels 36 establiments de servei als particulars que hi havia el 2009, 1 era una oficina d'administració d'Hisenda pública, 1 gendarmeria, 1 oficina de correu, 1 una oficina bancària, 6 tallers de reparació d'automòbils i de material agrícola, 1 autoescola, 3 paletes, 1 guixaire pintor, 5 fusteries, 3 lampisteries, 3 electricistes, 3 perruqueries, 2 veterinaris, 1 agència de treball temporal, 2 restaurants, 1 tintoreria i 1 saló de bellesa.
Dels 14 establiments comercials que hi havia el 2009, 1 era, 1 un supermercat, 4 fleques, 2 carnisseries, 1 una peixateria, 1 una llibreria, 1 una botiga d'equipament de la llar, 1 una botiga de material de revestiment de parets i terra i 2 floristeries.
L'any 2000 a Val-de-Meuse hi havia 82 explotacions agrícoles que ocupaven un total de 7.436 hectàrees.

## Equipaments sanitaris i escolars
El 2009 hi havia 1 farmàcia i 1 ambulància.
El 2009 hi havia 1 escola maternal, 1 escola maternal integrada dins d'un grup escolar amb les comunes properes formant una escola dispersa, 2 escoles elementals i 1 escola elemental integrada dins d'un grup escolar amb les comunes properes formant una escola dispersa. Val-de-Meuse disposava d'un col·legi d'educació secundària amb 206 alumnes.

## Poblacions més properes
El següent diagrama mostra les poblacions més properes.